# La Piedad kommun
La Piedad är en kommun i Mexiko.   Den ligger i delstaten Michoacán de Ocampo, i den centrala delen av landet, 300 km väster om huvudstaden Mexico City.
Följande samhällen finns i La Piedad:
- La Piedad Cavadas
- Las Cañadas
- Río Grande
- Zaragoza
- Villas de las Lomas
- Guanajuatillo
- Colonia Melchor Ocampo
- Nuevo Cereso
- El Algodonal
- Higuera de San Rafael
- Jauja
- Fraccionamiento Manuel J. Clouthier
- La Campana
- San Cristóbal
- El Pandillo
- La Providencia
- El Calabocito
- Las Canoas del Salto
- Santa Catarina
- San Joaquín